# Чифэнский диалект
Чифэнский диалект (кит. трад. 赤峰話, упр. 赤峰话, пиньинь Chìfēng huà) — диалект севернокитайского языка, распространённый в городе Чифэн и прилегающих районах Внутренней Монголии, КНР. Относится к пекинской группе диалектов 官话 (гуаньхуа).

## Классификация
Согласно «Language Atlas of China» (2-е издание, Longman, Hong Kong, 2012), чифэнский диалект входит в состав пекинской группы гуаньхуа (官话), а точнее — в чаофэнскую подгруппу (朝峰片), охватывающую районы Чаоян в провинции Ляонин и Чифэн в Внутренней Монголии. Эта подгруппа характеризуется чертами, присущими как северо-восточным, так и пекинским диалектам гуаньхуа.

## Географическое распространение
Чифэнский диалект распространён в следующих административных единицах города Чифэн:
- Городские районы: Хуншань, Юаньбао, Суншань
- Уезды и хошуны: Нинчэн, Линьси, Кэшикэтэн, Аохань, Уннюнт, Балин-Цзоци, Балин-Юци, Арукэрчин

Также его носители встречаются в соседних районах, таких как уезд Жаолин в провинции Ляонин.

## Лингвистические особенности

### Фонология
Чифэнский диалект сохраняет четыре тона, аналогично стандартному китайскому языку (путунхуа), однако с локальными отличиями в тональных контрах и произношении. Например, слово 阴冷 (yīn lěng, «прохладно») может произноситься как yín lěng или yìn lěng, в зависимости от района, что демонстрирует фонетическое разнообразие диалекта.

### Лексика
Лексика чифэнского диалекта богата региональными словами и выражениями, часть которых заимствована из монгольского языка или развилась локально:
- 扎古 zhāgǔ — лечение
- 孬腐 nāofǔ — воспаление
- 瓷实 císhi — крепкий
- 迂囊 yūnáng — неловкий
- 地羊 dìyáng — крот

Эти лексемы отражают влияние местных культур и этнических традиций на формирование диалекта.

### Грамматика
Грамматические особенности чифэнского диалекта включают использование специфических аффиксов и частиц, отличающихся от стандартного китайского языка. Исследования на основе теории «малого треугольника» (小三角理论) Синь Фуи (辛福义) анализируют морфологические структуры чифэнского диалекта в трёх аспектах: «языковая таблица», «языковая сфера» и «языковая форма».